# Walter McGowan
Walter McGowan (* 13. Oktober 1942 in Hamilton, Schottland; † 15. Februar 2016) war ein britischer Boxer im Fliegengewicht.

## Profikarriere
1961 begann McGowan seine Profikarriere. Nach nationalen Titeln, die er gegen Jackie Brown im Mai 1963 und gegen George Thomas, der als „Killer Solomon“ antrat, im September dieses Jahres gewann, boxte er im April 1964 gegen Salvatore Burruni um den europäischen Titel seiner Gewichtsklasse, des Fliegengewichts. Er verlor den in Rom ausgetragenen Kampf. Nach einem Unentschieden in einem Titelgewichtskampf um den europäischen Meister im Bantamgewicht gegen Tommasi Galli im Dezember 1965 gelang es McGowan, den universellen wie auch den Ring-Magazine-Weltmeistertitel seiner ursprünglichen Fliegengewichtsklasse gegen Burruni in einer erneuten Auseinandersetzung am 14. Juni 1966 zu erlangen; die Ringrichterentscheidung war einstimmig nach Punkten. Den Titel des Commonwealth- und britischen Meisters erhielt McGowan am 6. September dieses Jahres gegen Alan Rudkin; den des Weltmeisters verlor er allerdings im Dezember gegen den Thailänder Chartchai Chionoi. Auch ein erneuter Anlauf im September 1967 im Rückkampf gegen Chionoi ging verloren. Auch die beiden britischen Titel erhielt durch die Niederlage im Mai 1968 der vorherige Träger, Alan Rudkin, zurück.
Im Jahre 1969 beendete er nach 32 Siegen bei sieben Niederlagen seine Karriere.
2002 wurde Walter McGowan in die Scottish Sports Hall of Fame aufgenommen.